# Provincia de Zambezia
Zambezia es una provincia de Mozambique, y su capital es la ciudad de Quelimane, situada a la orilla del río Bons Sinais.

## Población
Según el censo realizado por el Instituto Nacional de Estadística de Mozambique  2017 a provincia de Zambezia tiene 5,110,787 habitantes en un área de 105,008 kilómetros cuadrados, por lo que su densidad de población es de 48,7 habitantes por kilómetro cuadrado; lo que la convierte en la segunda provincia más poblada de Mozambique. En cuanto al sexo, el 52,7% es de sexo femenino y el 47,3% de sexo masculino. El valor de 2017 representa un aumento de población de más de un 30% en relación con el censo de 2007.
| 1980      | 1997      | 2007      | 2017      |
| 2,418,851 | 2,891,809 | 3,890,453 | 5,110,787 |

## Características

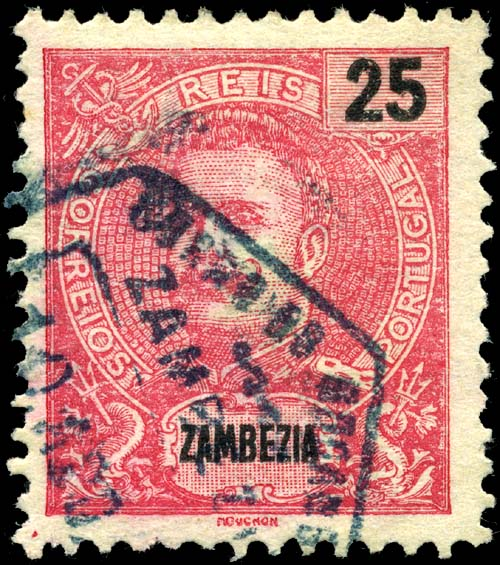
Estampilla de Zambezia emitida en 1903.

Limita al norte con Nampula y Niassa, al sur con Sofala, al occidente con Malaui y Tete y al oriente con el océano Índico a la altura del canal de Mozambique. 
Su superficie es de 103.478 km², la mayor parte perteneciente a la cuenca del río Zambeze. La costa está ocupada por el manglar y en el interior hay abundancia de bosques.
Los cultivos agrícolas son el arroz, maíz, mandioca, anacardo, azúcar, coco, cítricos, algodón y té. La pesca se centra en el camarón y en cuanto a minería destacan las piedras preciosas.
Vasco de Gama llegó al lugar de Quelimane en 1498. Poco después los portugueses establecieron un puesto permanente en el interior, aguas arriba del Zambeze, siendo por muchos años el establecimiento europeo que más se adentraba en África.

## Distritos
La componen 22 distritos.
- Alto Molocue
- Chinde

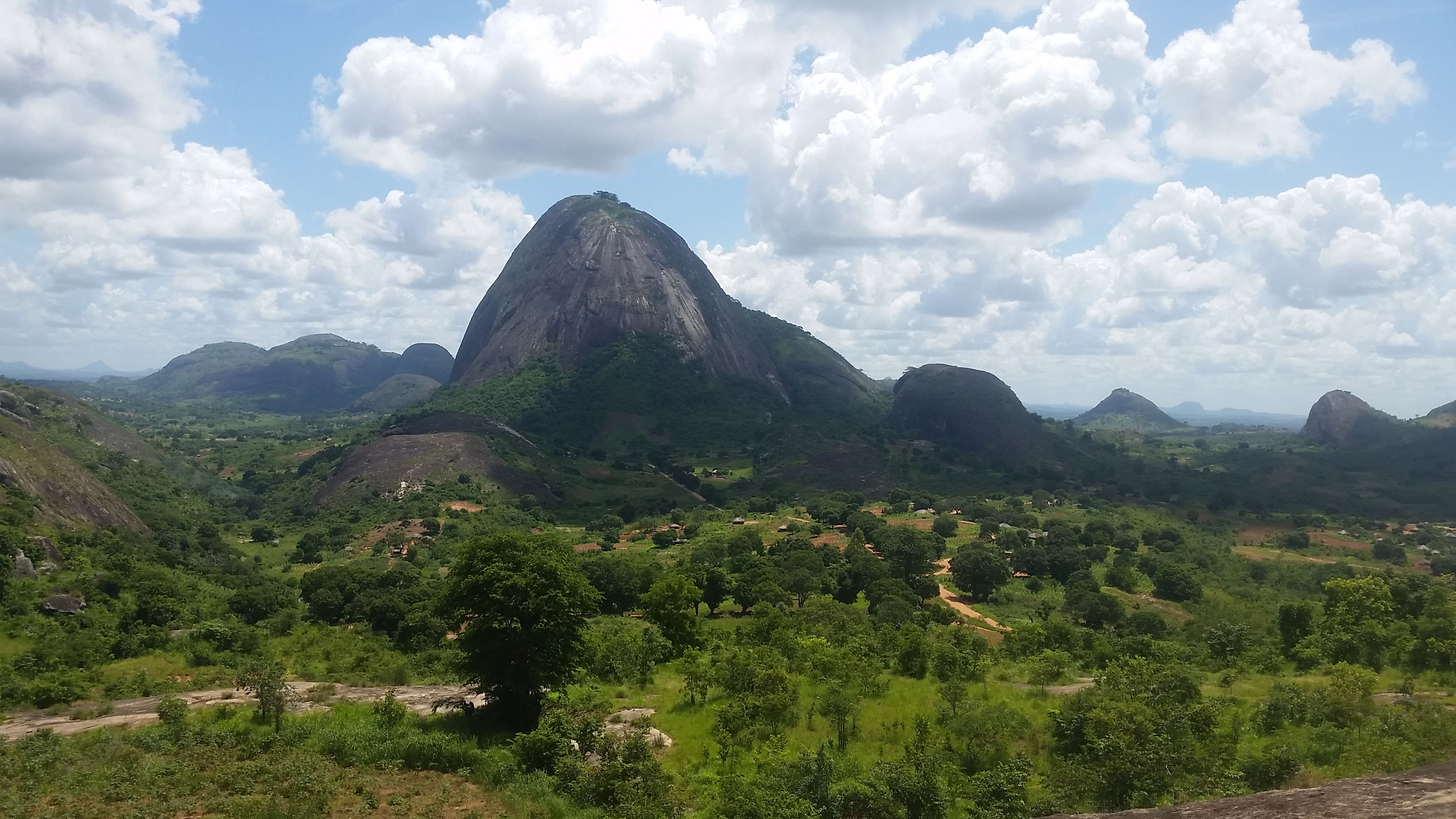
Monte Ile, Zambezia

- Derre (creado en 2013 con la elevación a distrito del puesto administrativo de Derre que pertenecía al distrito de Morrumbala)[4]
- Gilé
- Gurué
- Ile
- Inhassunge
- Luabo (creado en 2013 con la elevación a distrito del puesto administrativo de Luabo que pertenecía al distrito de Chinde)[4]
- Lugela
- Maganja da Costa
- Milange
- Mocuba
- Mocubela (creado en 2013 con la elevación a distrito del puesto administrativo de Mocubela más el puesto administrativo de Bajone, que pertenecían al distrito de Maganja da Costa)[4]
- Molumbo (creado en 2013 con la elevación a distrito del puesto administrativo de Molumbo que pertenecía al distrito de Milange y con la localidad de Tetete del puesto administrativo de Lioma del distrito de Guruè)[4]
- Mopeia
- Morrumbala
- Mulevala (creado en 2013 con la elevación a distrito del puesto administrativo de Mulevala que pertenecía al distrito de Ile)[4]
- Namacurra
- Namarroi
- Nicoadala
- Pebane
- Quelimane (creado en 2013 con la elevación a distrito de la ciudad de Quelimane más el puesto administrativo de Maquival que pertenecía al distrito de Nicoadala)[4]

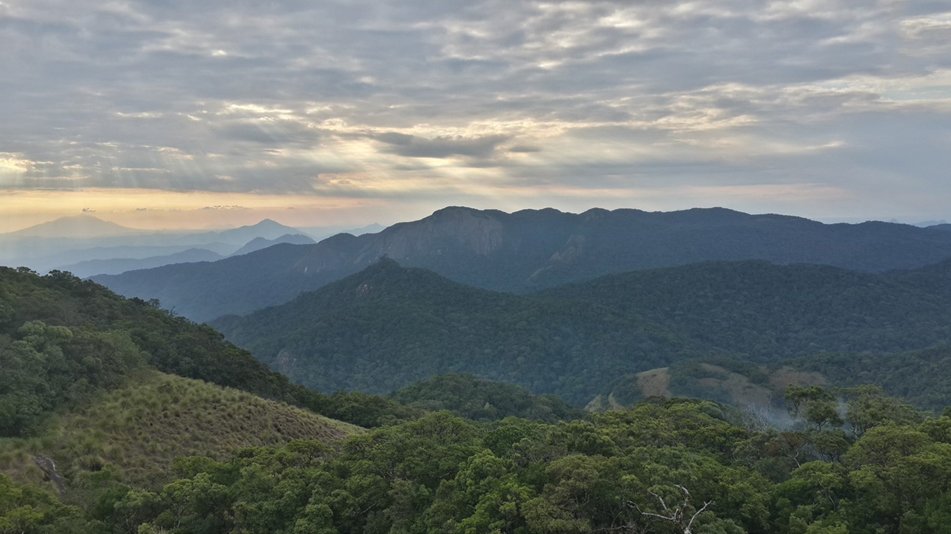
Monte Mabu